# Monk Fryston
Monk Fryston est un village et une paroisse civile du Yorkshire du Nord, en Angleterre.